# Fallait pas écraser la queue du chat
«Fallait pas écraser la queue du chat» es el nombre de una canción popular en Francia, de género yeyé, lanzada en 1967, interpretada por Clothilde y escrita por Jean-Yves Gaillac.
La canción alcanzó un gran éxito en su país de origen y conocido en muchos países como, Reino Unido, y toda Europa etcétera.
La canción trata de una historia sobre un hombre inocente pero con un fuerte carácter que muy pronto aprenderá una moraleja, cuando se corte la pierna y le pronostican que deberían de amputarle. El título se refiere a que este joven por haber visto sus problemas le pisa fuerte la cola a su gato, sin saber que no era necesario.

## Historia
La cantante Élisabeth Beauvais, tiene su nombre artístico en la música popular "Clothilde", a partir de 1967, donde años anteriores practicaba su tono de voz y vivía un mundo atraído por la música y las artes. Luego lanza a sus diecinueve años de edad, un disco de vinillo en donde se demuestra cuatro canciones, y al ver su popularidad por este, lanza otro más tarde, pero no sin saber que "Fallait pas écraser la queue du chat" era reconocido mundialmente. Aumentó el éxito y la aparición de la cantante en los programas de televisión, e incluso la grabación de un vídeo que aparece en color años más tarde.

## Letra
| - Letra original - L'était pas superstitieux ! - Aurait dû l'être un p'tit peu - Aurait mieux fait d'éviter - L'innocent petit minet - Fallait surtout pas - Ecraser la queue du chat. - Non, non , fallait pas. - Hep ! - Il travaillait dans le bois - C'était un garçon adroit - Qu'arriva-t-il ce jour-là ? - La scie lui coupa le bras ! - Fallait surtout pas - Ecraser la queue du chat. - Non, non, fallait pas. - Hep ! - Comme il sortait d' l'hôpital - Une voiture l'accrocha - Sa jambe droite lui faisait mal - C'est la gauche qu'on amputa ! - Fallait surtout pas - Ecraser la queue du chat - Non, non, fallait pas - Hep ! - Son malheur fut qu'il surprit - Sa femme, un homme dans son lit ! - De colère, il les tua - Et la tête, on lui trancha. - Fallait surtout pas - Ecraser la queue du chat - Non, non, fallait pas - On remet ça parc'que c'était joli: - Fallait surtout pas - Ecraser la queue du chat. - Non, non, fallait pas. - C'était la morale de cette histoire ! - Hep ! | - Traducción al español - El no era supersticioso! - Debería haber sido un poco de experiencia - Hubiera hecho lo mejor para evitar - Él era un joven inocente - Fue imprudente? - Aplastar la cola del gato. - No, no es necesario. - Hep! - Trabajó en el bosque - Era un chico inteligente - ¿Qué pasó ese día? - La sierra cortó su brazo - Fue imprudente? - Aplastar la cola del gato. - No, no es necesario. - Hep! - Como él fue al hospital - Un coche colgado - Le dolía la pierna derecha - Es la izquierda que tenían que amputar! - Fue imprudente? - Aplastar la cola del gato. - No, no es necesario. - Hep! - Su desgracia fue que captó - Su esposa, un hombre en la cama! - La ira lo mató a él - cortada su cabeza - Fue imprudente? - Aplastar la cola del gato. - No, no es necesario. - Hep! - Hazlo de nuevo porque era bastante: - Fue imprudente? - Aplastar la cola del gato. - No, no es necesario. - Fue la moraleja de la historia! - Hep! |